# 俠女
《俠女》是由胡金铨於1970年至1971年執導、並由香港及台灣兩地合拍的武侠电影，故事出自蒲松龄的《聊斋誌异》，由石雋、徐枫、白鹰、田鵬、曹健、韓英傑、苗天、张冰玉、薛汉、乔宏、林正英、洪金寶、萬重山等人演出，曾在第28屆坎城影展上获得技术大奖。在台灣上映時曾分拆為上下兩集，下集並改名《靈山劍影》。該片於2015年被美國《時代》周刊評為「百大不朽電影」之一。

## 劇情
明朝期間，三十多歲的窮書生顧省齋靠在小鎮市集擺攤替人寫信畫畫為生，因為家貧，他與母親居住在因兵災戰禍而破敗的靖虜屯堡。他母親希望他考取功名以當官，但他以「苟全性命於亂世，不求聞達於諸侯」來明心志。
靖虜屯堡顧家對面的破屋曾是鎮遠將軍府，更有鬧鬼之說。近日顧省齋發現鎮遠將軍府中有楊氏母女居住。顧母向楊母女說親，希望兒子娶楊女以延續香火，但楊女以有難言之隱而拒絕。
楊女為報答顧母，和顧省齋有了一夜情緣。東廠千戶歐陽年前來窺視，見顧楊二人，楊女將歐陽年逐離，並向顧說明自己乃楊漣之女。歐陽帶人抓楊，被楊與石問樵擊至重傷。
東廠門達督率二百番子追殺楊女、夜攻鎮遠將軍府。自小熟讀兵書、略知布陣之法的顧生以智巧機關陷阱和鬧鬼傳言，協助楊女擊潰夜間來襲的東廠門達眾人。翌日顧生乍見靖虜屯堡遍地屍骸，而楊女已跟隨高僧慧圓離去。
楊女為顧生下一子，顧生抱子回時被人發現，東廠許顯純派大隊人馬追殺顧生，楊女及石將軍為營救顧生與其展開搏鬥，慧圓大師帶弟子趕到相助。最後慧圓受許顯純暗算重傷犧牲，許失智後墜崖而死，顧生、楊女遠走高飛。

## 角色與演員
| 演員   | 角色     | 簡介 |
| 徐楓   | 楊慧貞   | 又名楊之芸；左副都御史楊漣之女，楊漣被害後被石門樵及魯定庵協助逃出。逃亡途中拜禪僧慧圓大師學藝兩年，後藏身於鬧鬼的靖虜屯堡鎮遠將軍府。 |
| 石雋   | 顧省齋   | 在小鎮市集擺攤替人寫信畫畫的書生，居於靖虜屯堡。自幼熟讀兵書。                                                                         |
| 張冰玉 | 顧母     | 顧省齋之母，希望兒子考取功名以當官。                                                                                                   |
| 賈魯石 | 楊漣     | 左副都御史，東林黨人，欲上書彈劾魏忠賢及東廠，被東廠所殺。                                                                             |
| 白鷹   | 石問樵   | 東林黨人，楊璉被害後，與魯定庵帶領楊慧貞出逃。以算命先生石瞎子的身份藏身於靖虜屯堡。                                                   |
| 薛漢   | 魯定庵   | 東林黨人，楊璉被害後，與石問樵帶領楊慧貞出逃。以大夫身份藏身於靖虜屯堡。                                                               |
| 田鵬   | 歐陽年   | 東廠千戶。為追捕楊慧貞而接近顧省齋，竹林一戰被楊慧貞重傷。                                                                             |
| 王瑞   | 門達     | 東廠指揮。 |
| 苗天   | 臬逑     | 門達身邊的高手。 |
| 韓英傑 | 許顯純   | 新授錦衣衞北鎮撫司，歐陽年及門達死後奉命捉拿楊慧貞等人。                                                                               |
| 喬宏   | 慧圓大師 | 武藝高強的高僧，巧遇出逃的楊慧貞，幫助她擺脱東廠追捕並授她防身之術兩年。                                                               |
| 曹健   | 徐正清   | 縣官 |
| 高明   | 師爺     | 徐正清的下屬 |
| 萬重山 | 魯強     | 魯定庵的下屬 |
| 朱元龍 | 東廠番子 | |

## 製作團隊
- 原著：蒲松齡《聊齋誌異》卷二「俠女」
- 導演、編劇：胡金銓
- 副導演：苗天 （兼飾 臬逑）
- 攝影：華慧英
- 配樂：吳大江、駱明道
- 武術指導：韓英傑（兼飾 許顯純）、潘耀坤
- 美術：陳上林
- 錄音：張華
- 佈景：鄒志良
- 化妝：吳緒清
- 服裝：李家志
- 燈光：黃虎男
- 攝影助理：周業興、邱耀湖、陳武雄
- 劇務：吳紹淦
- 場務：華長林
- 場記：匡正、王世哲
- 道具：洪化朗
- 梳妝：沈步海
- 作曲：駱明道
- 古琴指導：侯濟舟
- 出品人：沙榮峰
- 監製：夏吳良芳
- 策劃：張九蔭
- 製片：楊世慶

## 獎項
| 頒獎典禮       | 獎項                   | 名單   | 結果 |
| -------------- | ---------------------- | ------ | ---- |
| 第28屆坎城影展 | 技術大獎               |        | 獲獎 |
| 第10屆金馬獎   | 最佳彩色影片美術設計獎 | 陳上林 | 獲獎 |

## 外部連結
- 開眼電影網上《俠女》的資料（繁體中文）
- 豆瓣电影上《俠女》的資料 （简体中文）
- 时光网上《俠女》的資料（简体中文）
- AllMovie上《俠女》的资料（英文）
- 爛番茄上《俠女》的資料（英文）
- 香港影庫上《俠女》的資料（繁體中文）
- 互联网电影数据库（IMDb）上《俠女》的资料（英文）